# 1778 у літературі

## Книги
- «Евеліна» — роман англійської письменниці Фанні Берні.
- «Пан Підстолій», перша частина — роман Ігнація Красицького.

## П'єси
- «Табір» (англ. «The Camp») — п'єса Річарда Брінслі Шерідана.

## Народились
- 26 січня — Уґо Фосколо, італійський поет, письменник, філолог.
- 10 квітня — Вільям Гацліт, англійський есеїст, літературний критик.
- 9 вересня — Клеменс Брентано, німецький поет-романтик і новеліст, учасник гейдельберзького гуртка.

## Померли
- 30 травня — Вольтер, французький письменник і філософ.
- 2 липня — Жан-Жак Руссо, французький філософ, письменник.